# Innocence (canção de Deborah Blando)
Innocence é um canção da cantora e compositora ítalo-brasileira Deborah Blando. Lançada em 1992, foi a segunda música de trabalho de seu álbum de estreia, intitulado A Different Story, do mesmo ano.
A composição inicial foi feita em português por Blando, em seu apartamento no Rio de Janeiro. O trio de compositores Kit Hain, Larry Dvoskin e E.T. Thorngren, contratados por David Wolf, fez uma versão em língua inglesa com o objetivo de integrar a lista de faixas do álbum debut da cantora.
A gravação ocorreu nos Estados Unidos. Nesse contexto, a cantora ligou para o seu pai e pediu: "Papa, reza por mim. Reza agora, bem alto, a gente vai gravar". O áudio com o pai da cantora fazendo uma prece foi incluído em um trecho de "Innocence".
No ano de seu lançamento, entrou para trilha sonora internacional da telenovela Perigosas Peruas, da TV Globo, sendo o tema das personagens João (Felipe Martins) e Pimenta (Ana Paula Bouzas).
O videoclipe foi gravado durante quatro dias, em diferentes localidades, tais como: um deserto e uma praia da Califórnia e também em um estúdio nos Estados Unidos, sob a direção de David Phillip. O pai da cantora aparece como um padre franciscano em algumas cenas.
Comercialmente, tornou-se um sucesso. De acordo com a revista Billboard, a música ficou em primeiro lugar como a mais executada nas rádios brasileiras por 13 semanas. Na Austrália, o single estreou na posição de número 31, na tabela Single Top 50, da ARIA Charts, em 31 de maio de 1992, sendo esse o seu pico na lista. Permaneceu na tabela por mais quatro semanas, sendo sua última aparição em 28 de junho de 1992, na posição de número 47.
Uma versão da música com um trecho em português foi lançado, a posteriori, na edição especial de seu álbum de estreia, intitulada A Different Story: Special Edition. Em 1996, uma versão com a música totalmente em português foi incluída no álbum Unicamente de Blando.

## Lista de faixas
- Créditos adaptados do encarte do CD single Innocence, de 1992.[13]

| N.º | Título                     | Compositor(es)                                       | Duração |  |
| 1.  | "Innocence" (Edit)         | Deborah Blando Eric Thorngren Kit Hain Larry Dvoskin |         |  |
| 2.  | "Walk on Fire"             | Monique Dayan D. Blando                              |         |  |
| 3.  | "Innocence" (Instrumental) | D. Blando E. Thorngren K. Hain L. Dvoskin            |         |  |

## Tabelas

### Tabelas semanais
| Tabela musical (1992)   | Melhor posição |
| ----------------------- | -------------- |
| Austrália (ARIA Charts) | 31             |
| Brasil (Top 100)        | 1              |